# Leontofono
Leontofono (in greco antico: Λεοντοφόνος, "uccisore di leoni") è una figura della mitologia greca, figlio di Ulisse e della bella figlia di Toante, re d'Etolia nonché compagno di Odisseo durante la guerra di Troia.

## Il mito
Dopo l'uccisione dei pretendenti, Odisseo fu condannato da Neottolemo, figlio di Achille, nominato giudice per dirimere la questione. Odisseo acconsentì ad accettare il verdetto e Neottolemo stabilì che egli lasciasse l'isola e che gli eredi dei pretendenti versassero a Telemaco, sostituto del padre in qualità di re, un adeguato compenso per i danni subiti. Odisseo si recò in Etolia presso il re Toante, ne sposò la figlia (o la sedusse non rispettando le regole della Xenia) e con lei generò Leontofono.

## Pareri secondari
Nella Telegonia si afferma che Odisseo avesse passato gli anni d'esilio non solo in Etolia, bensì anche in Tesprozia, dove sposò la regina Callidice e da lei ebbe un figlio chiamato Polipete.